# McConnell River
McConnell River är ett vattendrag i Kanada.   Det ligger i territoriet Nunavut, i den östra delen av landet, 2 100 km nordväst om huvudstaden Ottawa.
Omgivningarna runt McConnell River är i huvudsak ett öppet busklandskap. Trakten runt McConnell River är nära nog obefolkad, med mindre än två invånare per kvadratkilometer.